# Ski de fond aux Jeux olympiques de 1956
Pour des articles plus généraux, voir Ski de fond aux Jeux olympiques et Jeux olympiques d'hiver de 1956.
Navigation
Oslo 1952 Squaw Valley 1960
Les épreuves de ski de fond aux Jeux olympiques d'hiver de 1956 se sont tenues le 27 janvier 1956 à Cortina d'Ampezzo. L’épreuve masculine de ski de fond fait partie des épreuves olympiques depuis les premiers Jeux olympiques d’hiver qui ont eu lieu à Chamonix en France en 1924. L’épreuve féminine fait partie des épreuves olympiques depuis les Jeux olympiques de 1952 à Oslo.

## Podiums
| Épreuves                | Or                                                                            | Argent                                                                 | Bronze                                                                   |
| ----------------------- | ----------------------------------------------------------------------------- | ---------------------------------------------------------------------- | ------------------------------------------------------------------------ |
| 15 km Hommes            | Hallgeir Brenden                                                              | Sixten Jernberg                                                        | Pavel Kolchin                                                            |
| 30 km Hommes            | Veikko Hakulinen                                                              | Sixten Jernberg                                                        | Pavel Kolchin                                                            |
| 50 km Hommes            | Sixten Jernberg                                                               | Veikko Hakulinen                                                       | Fyodor Terentyev                                                         |
| Relais 4 × 10 km Hommes | Union soviétique Fyodor Terentyev Pavel Kolchin Nikolay Anikin Vladimir Kuzin | Finlande August Kiuru Jorma Kortelainen Arvo Viitanen Veikko Hakulinen | Suède Lennart Larsson Gunnar Samuelsson Per-Erik Larsson Sixten Jernberg |
| 10 km Femmes            | Lyubov Kozyreva                                                               | Radya Yeroshina                                                        | Sonja Edström-Ruthström                                                  |
| Relais 3 × 5 km Femmes  | Finlande Sirkka Polkunen Mirja Hietamies Siiri Rantanen                       | Union soviétique Ljubov Kozyreva Alevtina Kolchina Radya Yeroshina     | Suède Irma Johansson Anna-Lisa Eriksson Sonja Edström                    |

## Médailles
| Rang | Nation           | Or | Argent | Bronze | Total |
| ---- | ---------------- | -- | ------ | ------ | ----- |
| 1er  | Union soviétique | 2  | 2      | 3      | 7     |
| 2e   | Finlande         | 2  | 2      | 0      | 4     |
| 3e   | Suède            | 1  | 2      | 3      | 6     |
| 4e   | Norvège          | 1  | 0      | 0      | 1     |